# Ilex costaricensis
Ilex costaricensis é um gênero de plantas com flores. Foi descrito pela primeira vez por JD Sm. Ilex costaricensis pertence ao gênero Ilex, e à família Aquifoliaceae.
Este tipo de planta pode ser encontrado em:
- México
  - Estado de Chiapas
  - Estado de Oaxaca
  - Estado de Veracruz-Llave
- Panamá
- Costa Rica
- Nicarágua

Não há tipos listados como este.